# Привольный сельсовет
Привольный сельсовет — сельское поселение в Илекском районе Оренбургской области Российской Федерации.
Административный центр — село Привольное.

## История
9 марта 2005 года в соответствии с законом Оренбургской области № 1899/341-III-ОЗ образовано сельское поселение Привольный сельсовет, установлены границы муниципального образования.

## Население
| 2010  | 2012  | 2013  | 2014  | 2015  | 2016  | 2017  |
| ----- | ----- | ----- | ----- | ----- | ----- | ----- |
| 1344  | ↘1335 | ↘1327 | ↘1276 | ↘1246 | ↘1205 | ↘1190 |
| 2018  | 2019  | 2020  | 2021  |       |       |       |
| ↘1177 | ↘1156 | ↘1112 | ↘1070 |       |       |       |

## Состав сельского поселения
| № | Населённый пункт | Тип населённого пункта       | Население |
| - | ---------------- | ---------------------------- | --------- |
| 1 | Луговое          | село                         | 92        |
| 2 | Песчаное         | село                         | 23        |
| 3 | Привольное       | село, административный центр | 1179      |
| 4 | Степное          | село                         | 50        |